# Rožmital Johanna cseh királyné
Rozmital Johanna (1432 előtt – Mělník, 1475. november 12.) cseh főnemesi család sarja, majd Podjebrád György feleségeként cseh királyné. Podjebrád Katalin magyar királyné mostohaanyja.

## Élete
Édesapja  blatani Rozmital János, édesanyja Strakoniczi Ludmilla volt. 1450 körül feleségül ment Podjebrád György huszita hadvezérhez, ő lett férje második felesége. Johanna férje 1458-ban Csehország királya lett.

## Gyermekei
Johannának és Györgynek öt gyermeke született:
- II. (Podjebrád) Henrik (1452–1492) münsterbergi[3] herceg, felesége Wettin Katalin (1453–1534) szász hercegnő, III. Vilmos türingiai tartománygróf és Habsburg Anna magyar hercegnő lányaként Albert magyar király és Luxemburgi Erzsébet magyar királyné unokája, valamint Zsigmond magyar király dédunokája, 2 gyermek
- Frigyes (1453/54-1459) gyermekkorában meghalt
- György (1454/55-1459/62) gyermekkorában meghalt
- Ludmilla (1456-1503) aki feleségül ment I. Frigyes liegnitzi és briegi herceghez
- János (1456 után-1459) kisgyermekkorában meghalt

## Külső hivatkozások
- Cawley, Charles: Bohemia (angol nyelven). Foundation for Medieval Genealogy. (Hozzáférés: 2019. augusztus 7.)
- Marek, Miroslav: Podiebrad family (angol nyelven). Euweb. (Hozzáférés: 2019. augusztus 7.)

| Előző Luxemburgi Erzsébet | Cseh királyné 1458 – 1471 | Következő Aragóniai Beatrix Brandenburgi Borbála |